# 草芍药
草芍药（学名：Paeonia obovata）是毛茛科芍药属的植物，花朵淡薄，呈現含苞待放狀。
此花經常分布于日本、俄罗斯、朝鲜以及中国大陆的湖南、湖北、四川、安徽、浙江、河北、陕西、宁夏、江西、贵州、河南、东北、山西等地，生长于海拔800米至2,600米的地区，见于山坡草地和林缘，目前尚未由人工引种栽培。

## 名稱

### 中文别名
山芍药、野芍药。

### 學名中的异名
- Paeonia obovata Maxim. var. japonica Makino
- Paeonia obovata Maxim. var. willmottiae (Stapf) Stern
- Paeonia wittmanniana auct. non Hartwiss ex Lindl.